# Le Plessier-Huleu
Plessier-Huleu – miejscowość i gmina we Francji, w regionie Hauts-de-France, w departamencie Aisne.
Według danych na styczeń 2014 roku gminę zamieszkiwało 79 osób, a gęstość zaludnienia wynosiła 14,4 osób/km².